# ماتس نيلسون (ضابط)
ماتس نيلسون (بالسويدية: Mats Nilsson)‏ هو ضابط سويدي، ولد في 30 ديسمبر 1956 في فيستيروس في السويد.